# Schloss Schopfheim
Das Schloss Schopfheim ist ein abgegangenes Schloss, das in Schopfheim stand und vermutlich um 1250 vom Stadtgründer Konrad von Rötteln erbaut wurde.

## Geschichte
Die erste bekannte urkundliche Erwähnung des Dorfes Schopfheim (Villa Scofheim) datiert vom 26. Juli 807. Es wurde eine Schenkung an das Kloster St. Gallen dokumentiert. Zu diesem Zeitpunkt war der Ort aber vermutlich schon 200 Jahre bewohnt, was aus den gefundenen alemannischen Steinplattengräbern abgeleitet wird. 1138 holte eine Schopfheimer Bürgerin bei Dietrich von Rötteln die Genehmigung für eine Schenkung an das Kloster Bürgeln ein, woraus abgeleitet wird, dass zu diesem Zeitpunkt die Röttler bereits über Herrschaftsrechte in Schopfheim verfügten. Zu Beginn des 13. Jahrhunderts hatte auch das elsässische Kloster Murbach Grundbesitz in Schopfheim. Die Habsburger waren die Vögte des Klosters Murbach und hatten von diesem auch Lehen im Breisgau, darunter auch den Hof in Schopfheim und Burg Rötteln. Es ist nicht bekannt wann und wie diese Güter an das Kloster und dann von den Habsburgern an die Röttler kamen. Die Habsburger beanspruchten jedoch noch bis 1741 die Lehensherrlichkeit. Markgraf Rudolf III. von Hachberg-Sausenberg erkannte diese Ansprüche 1372 und 1387 an, meistens wurden sie jedoch von den Markgrafen bestritten und de facto herrschten die Habsburger nie in Schopfheim und Rötteln. Es ist davon auszugehen, dass die Röttler als Parteigänger der Zähringer im 11. Jahrhundert überdies Besitz des in den Kämpfen gegen die Zähringer unterlegenen Klosters St. Gallen an sich gebracht haben. Um ca. 1250 wurde Schopfheim vermutlich zur Stadt erhoben. Die Ausstellung einer Urkunde über eine Schenkung in Kirchen um 1244 in Schopfheim lässt auf eine gehobene Bedeutung schließen. Das Schopfheimer Stadtbuch von 1374 verweist bereits auf ein noch älteres Stadtbuch. Da um 1250 Schopfheim vermutlich zur Herrschaft Rötteln gehörte und dort Konrad von Rötteln regierte, der auch in der Schopfheimer Kirche bestattet wurde, so wird er als Stadtgründer angesehen.
Es wird weiter angenommen, dass das Schloss nicht vor der Stadtgründung erbaut wurde, also auch etwa um 1250. Stadt und Schloss teilten das Schicksal der Herrschaft Rötteln und kamen im Jahre 1316 an die Markgrafschaft Hachberg-Sausenberg.
1373 heiratete Markgraf Rudolf III. von Hachberg-Sausenberg in erster Ehe Adelheid von Lichtenberg, die Tochter des Simon von Lichtenberg, des Herrn von Schloss Hüneburg im Elsass. Der Heiratsvertrag war am 13. August 1372 auf Schloss Schopfheim geschlossen worden.
Über Beschädigungen des Schlosses beim Stadtbrand von 1330 und beim Basler Erdbeben 1356 ist nichts überliefert.
Am 25. November 1412 brach in der Schlossküche ein Brand aus, der Küche und Stallungen des Schlosses und insgesamt 47 Gebäude in der Stadt stark zerstörte. Markgraf Rudolf III. von Hachberg-Sausenberg ließ die Schäden am Schloss 1413 wieder beheben.
1503 kam Schopfheim zusammen mit der ganzen Markgrafschaft Hachberg-Sausenberg an Markgraf Christoph I. von Baden und bei der Landesteilung unter dessen Söhnen 1535 zur Markgrafschaft Baden-Durlach. 1556 wurde die Reformation eingeführt, womit die Markgrafschaft und Schopfheim später von feindlichem, katholischem Gebiet nahezu eingeschlossen war. Im Dreißigjährigen Krieg wurden Schloss und Stadt schwer beschädigt. Vom Schloss soll nur noch der als Gefängnis genutzte Turm (daher Diebsturm) nutzbar gewesen sein. Es erfolgte kein Wiederaufbau und die Reste verfielen.
Der alleinige Rest des Schlosses, der Diebsturm, wurde 1834 abgebrochen.

## Beschreibung
Das Schloss befand sich in der nordwestlichen Ecke der mittelalterlichen Stadt. Es bestand aus einem festen Turm mit vier Geschossen. Vom Turm erstreckte sich ein Flügel mit den herrschaftlichen Gemächern, der Schlossküche und den Stallungen nach Süden. Im Bereich der damaligen Stallungen befindet sich heute das Gasthaus Zum Hans Sachs. Vom Turm nach Osten erstreckte sich ein weiterer Flügel mit den Zehntscheuern und der herrschaftlichen Mühle, die sich schon an der Stelle der heutigen Stadtmühle befand.